# Čudomirići
Čudomirići (Quddomirorum, Chudomirig, Cidomirig, Cudomericich, Cudimerig, Cudomirichys, Zudomerich, Zuddomirikion i Zudomirikion), jedno od dvanaest izvornih hrvatskih plemena iz saveza Dvanaestero plemena Kraljevine Hrvatske. U izvorima se pojavljuju početkom 13. stoljeća u dvama dokumentima koji se odnose na crkvu Sv. Petra u Bubnjanima zapadno od Tinja (kraj Benkovca). U prvo vrijeme spominju se u Zadru i u njegovoj bližoj i daljoj okolici (spominje se mornar Matija Radušević Čudomirić), a u 15. stoljeću žive u Lici. Posljednji puta spominju se 1512. godine.
Šest od ovih plemena biralo je župane, a drugih šest (sex generibus Croatorum) banove. Čudomirićima je uz Kačiće, Kukare, Snačiće, Mogoroviće i Šubiće pripadala banska čast (banatum). Birali su se banovi (bani) i to redom: prvi, ban Hrvatske; drugi, ban bosanski; treći, ban Slavonije; četvrti, ban Požege; peti, ban Podravine; šesti, ban Albanije; sedmi, ban Srijema. Kome će od njih pripasti odlućivalo se ždrijebom (bacanjem kocke ?)

## Vanjske poveznice
- Čudomirići Hrvatska enciklopedija
- Čudomirići Hrvatski biografski leksikon